# 辻山清
辻山 清（つじやま きよし、1944年10月27日 - 2006年3月15日）は、日本の右翼系の政治活動家、総会屋、地主、運送会社役員。

## 人物
奈良県奈良市出身。奈良県立奈良商業高等学校中退。
社会的事件の発生現場で、月光仮面（晩年は、年相応の格好を考えてか水戸黄門）に扮して政治的主張をアピールするといったパフォーマンスを行ったり、奈良県内市町村の首長選挙および議員選挙を中心に、精力的に立候補した。
『前衛』などの報道によると、奈良県内の各自治体に対し、辻山自身が発行する「労農（新聞）」の法外に高価な定期購読を持ち掛け、これに応じぬ自治体の選挙に「無投票当選阻止」を叫んで立候補し、かつ届出時にマジックハンドで立候補届出くじを引いたり、牛歩戦術で手続きを行うなどの選挙事務妨害も常套手段にしていた。この様な行為で有罪判決を受けた事もある。
また、奈良市長選挙の開票作業において、作業の不審点を六法を片手に夜通し糾弾し続け、票の確定を大幅に遅らせた事もあった。
また、立候補の際には「市政見張番」「合併反対派」「合併賛成派」（市町村合併について、対立候補が合併賛成なら反対派、反対なら賛成派を名乗る）など、選挙機会に応じて何らかの政治団体を騙り、無所属で出馬することは希だった。
90年代末期頃から（この頃夕刊フジが一面扱いで、月光仮面姿で出没する辻山の素性を報道）は、選挙立候補時においても顔写真の掲載を完全に拒み、地元新聞に「恒例の候補」等と皮肉っぽく報道されていた。しかし、奈良県は郡部を中心に圧倒的な保守地盤であり、首長選挙は与野党相乗りで通常は無投票が続く自治体も少なくなかった事から、辻山一派の出馬は一部の無党派層からの批判票を集め、供託金没収点の一割得票をクリアした事も度々あった。
選挙ポスターも水戸黄門のイラストや、自ら水戸黄門に扮した写真を用いるなど特徴的なものであった。なお、同じ日に複数の選挙がある場合には、親族と思われる辻山信子又は辻山とよが立候補することもあった。
「無党派・庶民の声」「かい人21面相を逮捕する会」「奈良県選挙管理委員会の無法を告発する会」「奈良市選挙管理委員会の違法を糾弾する会」「大和郡山市選挙管理委員会の怠慢・無能・ペテン・暴力を刷新する会」「消費税反対党」「公的資金導入反対党」「新日本共産党」「自民党奈良県本部」「日本労農党」「中央選挙監視委員会」「東京都選挙監視委員会」など、人を喰った名称で百近い政治団体を興し自ら代表を務めていたが、それらの殆ど総てが一人一党で活動実体は無かった。
ソフトな風貌や公約とは裏腹に極右思想の持ち主で、学園前の自宅には祝日には日の丸が掲げられ、「空き巣・強盗・不法侵入は殺す！」と書かれた板も貼り出されていた。大日本菊水会青年隊を率いていた時には、日本共産党京都府委員会事務所に模造刀を帯びて乱入、立て篭もる事件を起こし逮捕されたこともある。その他、某企業に雇われ、公害病の被害者集団と乱闘を演じた事もある。
商法改正（特殊株主への利益供与禁止）に続く、ソビエト連邦の崩壊、更に各右翼団体の最大のパトロンだった笹川良一（国際勝共連合元名誉会長）の死去に伴い、多くの右翼候補が活動縮小を余儀なくされて以降も旺盛な立候補活動を展開したが、高田がんと同様に、広大な山林を相続し潤沢な不労所得があり、県内では有名な某運輸会社や警備会社の役員を務めていた時期もあったので、選挙資金には不自由していなかったとされる。
2006年3月15日死去。奈良県警は死因は病死とした。その際報道により、妻とは16年前（1990年頃）に離婚していたこと、月光仮面の衣装は妻の手作りだったことなどが明らかにされた。月光仮面原作者の川内康範から無断使用を指摘されたが、後に詫びを入れ黙認して貰うようになっていた。

## 主な選挙結果
| 投票日     | 選挙内容                     | 所属政党           | 得票数  | トップ当選者得票数 |
| ---------- | ---------------------------- | ------------------ | ------- | ------------------ |
| 1996.10.27 | 岡山県知事選挙               | 消費税反対党       | 3,528票 | 441,696票          |
| 1998.02.08 | 名護市長選挙                 | 庶民の声           | 44票    | 16,253票           |
| 1998.07.12 | 東大阪市長選挙               | 庶民の声（無党派） | 8,919票 | 99,471票           |
| 2001.12.02 | 月ヶ瀬村長選挙               | ？                 | 36票    | 1217票             |
| 2003.11.09 | 奈良県議会選挙・桜井市選挙区 | 無党派             | 699票   | 11,379票           |
| 2004.07.11 | 三宅町長選挙                 | 無党派             | 554票   | 3,409票            |
| 2004.11.28 | 上北山村長選挙               | 合併賛成派         | 18票    | 592票              |
| 2005.02.20 | 王寺町長選挙                 | 合併賛成派         | 737票   | 6,024票            |
| 2005.03.06 | 上牧町長選挙                 | 町政見張番         | 960票   | 4,176票            |
| 2005.04.24 | 天川村長選挙                 | 村政見張番         | 104票   | 1,213票            |
| 2005.05.01 | 榛原町長選挙                 | 合併反対派         | 671票   | 7,034票            |
| 2005.05.22 | 黒滝村長選挙                 | 村政見張番         | 57票    | 713票              |
| 2005.06.12 | 大和郡山市長選挙             | 市政見張番         | 2,290票 | 21,283票           |
| 2005.06.12 | 大宇陀町長選挙               | 合併反対派         | 304票   | 3,606票            |
| 2005.07.10 | 川西町長選挙                 | 町政見張番         | 233票   | 3,072票            |
| 2005.07.31 | 奈良市長選挙                 | 市政見張番         | 7,600票 | 72,302票           |